# The Dramatics
The Dramatics war eine amerikanische Soul-Gesangsgruppe, die 1964 in Detroit, Michigan gegründet wurde. Die größten Hits sind Whatcha See Is Whatcha Get (1971), In the Rain (1972), Me and Mrs. Jones (1975), Be My Girl (1976) und Shake It Well (1977). Das Album Do What You Wanna Do (1978) wurde mit einer Goldenen Schallplatte ausgezeichnet.

## Bandgeschichte
Die erste Besetzung des ursprünglichen Gesangs-Sextetts bestand aus Rob Davis, Ron Banks, Larry Reed, Robert Ellington, Larry „Squirrel“ Demps und Elbert Wilkens. Die Formation veröffentlichte 1966 ihre ersten zwei Singles, Bingo und Inky Dinky Wang Dang Doo, bei dem aus Detroit stammenden Label Wingate. Die ersten 500 Exemplare der Single Bingo erschienen aufgrund eines Druckfehlers unter dem Bandnamen The Dynamics.
Nach dem Ausstieg Ellingtons machte die Gruppe als Quintett weiter und wechselte zu Sport Records. Das dort erschienene Lied All Because of You wurde 1967 zum ersten kleinen Hit der Band und stieg in die Top 50 der Billboard R&B-Charts. Nachdem sie im Juli 1967 Opfer von rassistisch motivierter Polizeigewalt im Algiers Motel wurden (Algiers Motel incident), bei dem der Assistent der Gruppe, Fred Temple von einem Polizisten erschossen wurde, verließen Reed und Davis schließlich die Gruppe und wurden 1969 durch William Wee Gee Howard und Willie Ford (10. Juli 1950 – 28. Mai 2019) ersetzt. Die Formation unterzeichnete danach einen Vertrag mit dem Produzenten Don Davis.
In den Jahren 1967 bis 1971 blieb die Band unproduktiv und es erschienen lediglich drei erfolglose Singles. 1971 holte Don Davis die Musiker ins Studio, um das von Tony Hester geschriebene Lied Whatcha See Is Whatcha Get aufzunehmen. Die Single erschien bei Volt Records, einem Sublabel von Stax Records, erreichte Platz 3 der R&B-Charts und wurde zum ersten Hit in den Popcharts, wo sie auf Platz 9 stieg. Mit Get Up and Get Down folgte eine weitere, wenn auch weniger erfolgreiche Hitsingle.
Das bereits dritte Lied aus der Feder Hesters, In the Rain, stieg Anfang 1972 auf Platz 5 der Popcharts und wurde zum Nummer-eins-Hit in den R&B-Charts. Damit ist es die erfolgreichste Single der Bandgeschichte. Trotzdem kam es in der Folge zu weiteren Umbesetzungen. Larry „LJ“ Reynolds, der zuvor Mitglied der Band Chocolate Syrup war, traf Dramatics-Gründer Banks nach einem Auftritt im Apollo Theater. Weil Howard in dieser Nacht nicht anwesend war, spielte Reynolds Backstage vor. Wenig später unterzeichnete er einen Vertrag mit Don Davis’ Produktionsfirma und ersetzte Howard gelegentlich bei Auftritten.
1973 verließ Howard die Gruppe endgültig und Reynolds wurde festes Mitglied. Die erste Single, auf der seine Stimme zu hören war, ist Hey You! Get Off My Mountain. Dafür gab es eine Top-50-Platzierung in den Popcharts und Platz 5 in den R&B-Charts. Zu dieser Zeit kam Lenny Mayes als Ersatz für Wilkens, der sich mit der Band nicht mehr identifizieren konnte und daraufhin eine eigene, ebenfalls The Dramatics heißende Band gründete und durch die USA tourte. Während der gerichtlichen Auseinandersetzung um die Namensrechte, nannte sich die Originalband bis Mitte 1975 „Ron Banks & the Dramatics“ und wechselte zu ABC Records. Währenddessen erschienen Me and Mrs. Jones, das Platz 4 der R&B-Charts erklomm, und (I’m Going By) The Stars in Your Eyes, das dort auf Platz 22 kam, als Single.
Im Verlauf der Disco-Ära in den späten 1970er Jahren gelangen der Band noch einige Hits in den R&B-Charts, darunter die Top-10-Erfolge You’re Fooling You (1975), Be My Girl (1976) sowie I Can’t Get Over You und Shake It Well (beide 1977). 1979 kam der Wechsel zu MCA Records, in den 1980er Jahren zu Capitol Records und Fantasy Records. Die letzte R&B-Top-10-Platzierung gab es 1980 für Welcome Back Home. 1981 begann Reynolds eine Solokarriere und die Band trennte sich vorläufig. Bis 2002 fand die Formation alle drei bis vier Jahre wieder zusammen, um neues Material zu veröffentlichen und gelegentlich Konzerte zu geben.

## Besetzung

### Gründungsmitglieder
- Rob Davis
- Ronald Dean „Ron“ Banks (* 10. Mai 1951 in Detroit; † 4. März 2010 ebenda)
- Larry Reed
- Robert Ellington
- Larry „Squirrel“ Demps (* 23. Februar 1949 in Detroit)
- Elbert Wilkens († 13. Dezember 1992)

### Spätere Mitglieder
- Willie Lee Ford, Jr. (* 10. Juli 1950 in LaGrange, Georgia; † 28. Mai 2019) – kam 1967 für Davis
- William „Wee Gee“ Howard (eigentlich William Franklin Howard II; * 13. Juli 1950 in Detroit; † 22. Februar 2000 in New York) – kam 1967 für Reed
- Larry James „LJ“ Reynolds (* 27. Januar 1952 in Saginaw, Michigan) – kam 1972 für Howard
- Leonard Cornell „Lenny“ Mayes (* 5. April 1951 in Detroit; † 8. November 2004 in Southfield, Michigan) – kam 1972 für Wilkens
- Barrington Henderson (* eigentlich Barrington Scott) – kam in den 1980er Jahren dazu
- Gary Allen Wiggins (* 10. November 1952 in Detroit; † 22. November 2020)

## Diskografie

### Studioalben
| Jahr | Titel Musiklabel Katalog-Nr.            | Höchstplatzierung, Gesamtwochen, AuszeichnungChartplatzierungen (Jahr, Titel, Musiklabel Katalog-Nr., Platzierungen, Wochen, Auszeichnungen, Anmerkungen) | Höchstplatzierung, Gesamtwochen, AuszeichnungChartplatzierungen (Jahr, Titel, Musiklabel Katalog-Nr., Platzierungen, Wochen, Auszeichnungen, Anmerkungen) | Anmerkungen                                                                                    |
| Jahr | Titel Musiklabel Katalog-Nr.            | US | R&B | Anmerkungen                                                                                    |
| ---- | --------------------------------------- | --- | --- | ---------------------------------------------------------------------------------------------- |
| 1972 | Whatcha See Is Whatcha Get Volt 6018    | US20 (24 Wo.)US | R&B5 (28 Wo.)R&B | Erstveröffentlichung: Januar 1972 Produzent: Tony Hester                                       |
| 1973 | A Dramatic Experience Volt 6019         | US86 (18 Wo.)US | R&B11 (18 Wo.)R&B | Erstveröffentlichung: Oktober 1973 Produzent: Tony Hester                                      |
| 1974 | The Dells vs. The Dramatics Cadet 60027 | US156 (6 Wo.)US | R&B15 (25 Wo.)R&B | Erstveröffentlichung: März 1974 mit The Dells Produzenten: Don Davis, Tony Hester              |
| 1974 | Dramatically Yours Volt 9501            | — | R&B36 (13 Wo.)R&B | Erstveröffentlichung: April 1974 Ron Banks & the Dramatics Produzenten: Don Davis, Jimmy Roach |
| 1975 | The Dramatic Jackpot ABC 867            | US31 (18 Wo.)US | R&B9 (21 Wo.)R&B | Erstveröffentlichung: März 1975 Ron Banks & the Dramatics Produzent: Don Davis                 |
| 1975 | Drama V ABC 916                         | US93 (12 Wo.)US | R&B10 (15 Wo.)R&B | Erstveröffentlichung: November 1975 Executive Producer: Don Davis                              |
| 1976 | Joy Ride ABC 955                        | US103 (25 Wo.)US | R&B11 (30 Wo.)R&B | Erstveröffentlichung: Oktober 1976 Executive Producer: Don Davis                               |
| 1977 | Shake It Well ABC 1010                  | US60 (19 Wo.)US | R&B10 (25 Wo.)R&B | Erstveröffentlichung: August 1977 Produzenten: Don Davis, Tony Hester, Eddie Robinson          |
| 1978 | Do What You Wanna Do ABC 1072           | US44 Gold · (15 Wo.)US | R&B6 (24 Wo.)R&B | Erstveröffentlichung: Mai 1978 Produzenten: Larry James Reynolds, Ron Banks                    |
| 1979 | Anytime, Anyplace ABC 1125              | — | R&B15 (24 Wo.)R&B | Erstveröffentlichung: April 1979 Produzent: Don Davis                                          |
| 1980 | 10½ MCA 3196                            | US61 (12 Wo.)US | R&B14 (16 Wo.)R&B | Erstveröffentlichung: Februar 1980 Produzenten: Larry James Reynolds, Ron Banks                |
| 1980 | The Dramatic Way MCA 5146               | — | R&B38 (24 Wo.)R&B | Erstveröffentlichung: November 1980 Produzenten: Don Davis, Ron Banks                          |
| 1982 | New Dimension Capitol 12205             | — | R&B40 (13 Wo.)R&B | Erstveröffentlichung: Juni 1982 Produzenten: Ron Banks, Raymond Johnson                        |
| 1989 | Positive State of Mind Volt 3402        | — | R&B80 (9 Wo.)R&B | Erstveröffentlichung: Mai 1989 Produzent: Ben Crosby                                           |

Weitere Studioalben
- 1985: Somewhere in Time (A Dramatic Reunion) (Fantasy 9642)
- 1987: Me And Mrs. Jones (MCA 20384)
- 1990: Stone Cold (Volt 3407)
- 1994: Mellow Drama (Groovesville 1025)
- 1997: A Dramatic Christmas: The Very Best Christmas of All (Fantasy 9680)
- 1999: If You Come Back to Me (Volt 3414)
- 2001: Look Inside (Northcoast Investments, LLC 35486)

### Livealben
- 1988: The Dramatics Live (Stax 8545)
- 2002: Greatest Hits Live (Stax 7502)

### Kompilationen
- 1974: The Best of the Dramatics (Volt 9506)
- 1978: Their Greatest Recordings (ABC 11103)
- 1984: The Best of the Dramatics (Stax 8526)
- 1994: Joy Ride (MCA Special Products 20537)
- 1998: Shake It Well: The Best of the Dramatics 1974–1980 (MCA 11839)
- 1998: Be My Girl: Their Greatest Love Songs (Hip-O 40087)
- 1999: Say the Word: Their Greatest Love Songs, Vol. 2 (Hip-O 40148)
- 2000: Ultimate Collection (Hip-O 314 560 196)
- 2005: 20th Century Masters: The Millennium Collection: The Best of the Dramatics (Hip-O B0005217-02)
- 2007: The Very Best of the Dramatics (Stax 30304)
- 2009: Soul Six Pack (EP; Stax)
- 2013: The Lost Episode (DPK)
- 2014: Greatest Slow Jams (Stax)

### Singles
| Jahr | Titel Album                                                | Höchstplatzierung, Gesamtwochen, AuszeichnungChartplatzierungen (Jahr, Titel, Album, Platzierungen, Wochen, Auszeichnungen, Anmerkungen) | Höchstplatzierung, Gesamtwochen, AuszeichnungChartplatzierungen (Jahr, Titel, Album, Platzierungen, Wochen, Auszeichnungen, Anmerkungen) | Anmerkungen |
| Jahr | Titel Album                                                | US | R&B | Anmerkungen |
| ---- | ---------------------------------------------------------- | --- | --- | --- |
| 1967 | All Because of You –                                       | — | R&B43 (2 Wo.)R&B | Erstveröffentlichung: Mai 1967 B-Seite von If You Haven’t Got Love Autoren: Andre Williams, Sidney Barnes                             |
| 1971 | Whatcha See Is Whatcha Get                                 | US9 (15 Wo.)US | R&B3 (15 Wo.)R&B | Erstveröffentlichung: April 1971 Autor: Tony Hester                                                                                   |
| 1971 | Get Up and Get Down Whatcha See Is Whatcha Get             | US78 (7 Wo.)US | R&B16 (11 Wo.)R&B | Erstveröffentlichung: November 1971 Autor: Tony Hester                                                                                |
| 1972 | In the Rain Whatcha See Is Whatcha Get                     | US5 (13 Wo.)US | R&B1 (13 Wo.)R&B | Erstveröffentlichung: Februar 1972 Autor: Tony Hester                                                                                 |
| 1972 | Toast to the Fool Dramatically Yours                       | US67 (9 Wo.)US | R&B18 (10 Wo.)R&B | Erstveröffentlichung: August 1972 Autoren: Arthur Snyder, Don Davis                                                                   |
| 1973 | Hey You! Get Off My Mountain A Dramatic Experience         | US43 (12 Wo.)US | R&B5 (13 Wo.)R&B | Erstveröffentlichung: April 1973 Autor: Tony Hester                                                                                   |
| 1973 | Fell for You A Dramatic Experience                         | US45 (10 Wo.)US | R&B12 (15 Wo.)R&B | Erstveröffentlichung: August 1973 Autor: Tony Hester                                                                                  |
| 1974 | And I Panicked Dramatically Yours                          | — | R&B49 (10 Wo.)R&B | Erstveröffentlichung: Januar 1974 Autor: Jimmy Roach                                                                                  |
| 1974 | Door to Your Heart The Dells vs. The Dramatics             | US62 (6 Wo.)US | R&B25 (14 Wo.)R&B | Erstveröffentlichung: Mai 1974 Autor: Tony Hester                                                                                     |
| 1974 | Choosing Up on You The Dells vs. The Dramatics             | — | R&B30 (10 Wo.)R&B | B-Seite von Door to Your Heart Autor: Tony Hester                                                                                     |
| 1974 | Don’t Make Me No Promises The Dells vs. The Dramatics      | — | R&B63 (6 Wo.)R&B | Erstveröffentlichung: November 1974 Autor: Tony Hester                                                                                |
| 1974 | Tune Up The Dells vs. The Dramatics                        | — | R&B74 (6 Wo.)R&B | B-Seite von Don’t Make Me No Promises Autor: Willie Schofield                                                                         |
| 1975 | Me and Mrs. Jones The Dramatic Jackpot                     | US47 (9 Wo.)US | R&B4 (12 Wo.)R&B | Erstveröffentlichung: April 1975; Ron Banks & the Dramatics Autoren: Kenny Gamble, Leon Huff, Cary Gilbert Original: Billy Paul, 1972 |
| 1975 | Love Is Missing from Our Lives The Dells vs. The Dramatics | — | R&B46 (10 Wo.)R&B | Erstveröffentlichung: Juli 1975 mit The Dells Autor: Tony Hester                                                                      |
| 1975 | (I’m Going By) The Stars in Your Eyes The Dramatic Jackpot | US81 (3 Wo.)US | R&B22 (16 Wo.)R&B | Erstveröffentlichung: August 1975 Ron Banks & the Dramatics Autor: Tony Hester                                                        |
| 1975 | You’re Fooling You Drama V                                 | US87 (3 Wo.)US | R&B10 (16 Wo.)R&B | Erstveröffentlichung: Dezember 1975 Autor: Tony Hester                                                                                |
| 1976 | Treat Me Like a Man Drama V                                | — | R&B49 (6 Wo.)R&B | Erstveröffentlichung: April 1976 Autor: Michael Henderson                                                                             |
| 1976 | Finger Fever Joy Ride                                      | — | R&B23 (14 Wo.)R&B | Erstveröffentlichung: September 1976 Autor: Tony Hester                                                                               |
| 1976 | Be My Girl Joy Ride                                        | US53 (15 Wo.)US | R&B3 (19 Wo.)R&B | Erstveröffentlichung: Dezember 1976 Autor: Michael Henderson                                                                          |
| 1977 | I Can’t Get Over You Joy Ride                              | — | R&B9 (17 Wo.)R&B | Erstveröffentlichung: März 1977 Autor: Norma Toney                                                                                    |
| 1977 | Shake It Well                                              | US76 (6 Wo.)US | R&B4 (20 Wo.)R&B | Erstveröffentlichung: August 1977 Autoren: Don Davis, Eddi Robinson                                                                   |
| 1978 | Ocean of Thoughts and Dreams Shake It Well                 | — | R&B17 (15 Wo.)R&B | Erstveröffentlichung: Januar 1978 Autoren: Don Davis, Eddi Robinson                                                                   |
| 1978 | Stop Your Weeping Do What You Wanna Do                     | — | R&B22 (12 Wo.)R&B | Erstveröffentlichung: Juni 1978 Autor: Larry James Reynolds                                                                           |
| 1978 | Do What You Want to Do Do What You Wanna Do                | — | R&B56 (7 Wo.)R&B | Erstveröffentlichung: August 1978 Autoren: Daryl Hall, John Oates Original: Hall & Oates – Do What You Want, Be What You Are, 1976    |
| 1979 | I Just Wanna Dance with You Anytime, Anyplace              | — | R&B35 (10 Wo.)R&B | Erstveröffentlichung: April 1979 Autoren: Don Davis, Cecil Womack                                                                     |
| 1979 | That’s My Favorite Song Anytime, Anyplace                  | — | R&B40 (12 Wo.)R&B | Erstveröffentlichung: Juni 1979 Autoren: Cecil Womack, Shirley Womack, Don Davis                                                      |
| 1980 | Welcome Back Home 10½                                      | — | R&B9 (18 Wo.)R&B | Erstveröffentlichung: Januar 1980 Autoren: Darnell Kimbrough, Raymond Johnson, Ron Banks, Tony Green                                  |
| 1980 | Be with the One You Love 10½                               | — | R&B79 (3 Wo.)R&B | Erstveröffentlichung: Juni 1980 Autor: Larry James Reynolds                                                                           |
| 1980 | Get It The Dramatic Way                                    | — | R&B59 (9 Wo.)R&B | Erstveröffentlichung: Oktober 1980 Autoren: Ron Banks, Edward Anthony Green                                                           |
| 1980 | You’re the Best Thing in My Life The Dramatic Way          | — | R&B26 (15 Wo.)R&B | Erstveröffentlichung: Dezember 1980 Autoren: Deborah Dennard, Jakki Milligan                                                          |
| 1982 | Live It Up New Dimension                                   | — | R&B40 (13 Wo.)R&B | Erstveröffentlichung: März 1982 Autoren: Raymond Johnson, Ron Banks                                                                   |
| 1982 | Treat Me Right New Dimension                               | — | R&B62 (8 Wo.)R&B | Erstveröffentlichung: Juli 1982 Autoren: Raymond Johnson, Ron Banks                                                                   |
| 1986 | One Love Ago Somewhere in Time (A Dramatic Reunion)        | — | R&B61 (9 Wo.)R&B | Erstveröffentlichung: Mai 1986 Autoren: Claytoven Richardson, Frederick L. Pittman, Cynthia Grace                                     |
| 1989 | Bridge over Troubled Water Positive State of Mind          | — | R&B93 (3 Wo.)R&B | Erstveröffentlichung: April 1989 Autor: Paul Simon Original: Simon & Garfunkel, 1970                                                  |
| 1996 | Try Love Again –                                           | — | R&B82 (16 Wo.)R&B | Erstveröffentlichung: September 1996 Autor: Lynell Webster                                                                            |

Weitere Singles
- 1966: Bingo!
- 1967: Inky Dinky Wang Dang Doo
- 1967: If You Haven’t Got Love
- 1969: Your Love Was Strange
- 1974: Choosing Up on You
- 1974: Highway to Heaven
- 1975: No Rebate on Love
- 1978: Why Do You Want to Do Me Wrong
- 1986: Luv’s Calling
- 1986: One Love Ago
- 1988: Born to Be Wild